# 达留什·拉夫里诺维奇
达留什·拉夫里诺维奇（1979年11月1日—），波蘭裔立陶宛籃球運動員。他曾效力於意大利籃球甲級聯賽球隊雷吉納籃球俱樂部。現效力於BC Lietkabelis。他也代表立陶宛國家籃球隊參賽。